# 美国海岸警卫队乐团
美国海岸警卫队乐团（英語：United States Coast Guard Band）是美国海岸警卫队下属的军乐团，成立于1925年，总部位于康涅狄格州新伦敦的美国海岸警卫队学院。截至2016年，该乐团是美国海岸警卫队唯一由专业演奏者组成的乐团。

## 历史

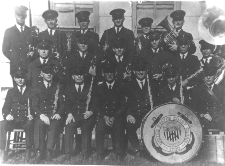
海岸警卫队乐团的早期成员。

### 早期历史
1925年3月，海岸警卫队乐团在美国海军军乐团团长查尔斯·本特、纽约爱乐乐团指挥沃特·达姆罗施和美国海军陆战队军乐团团长原指挥约翰·菲利普·苏沙协助下成立，乐团在建立之初负责配合海岸警卫队学院的学员演出。1931年，在独立战争约克镇围城战役150年之际，海岸警卫队乐团参与了10月17日和18日的活动。

### 第二次世界大战
二战期间大量人员加入海岸警卫队，使其可以扩增军乐团的员额来满足演出和训练的要求。1943年5月，海岸警卫队成立了由35名女性组成的军乐团SPARS。SPARS随后调到美国首都华盛顿特区，参与为太平洋舰队司令切斯特·尼米兹举办的凯旋式，在富兰克林·罗斯福总统的葬礼中于联合车站演奏哀乐。SPARS于1946年解散。
战时除SPARS外，海岸警卫队也在其他管区成立了乐队。其中，曾在第一次世界大战期间于美国海军服役、但后来被发现未达年龄而遭开除的鲁迪·瓦雷被任命为11区军乐队指挥。这些临时乐队在战后同SPARS一样解散，而海岸警卫队乐团也重新成为海岸警卫队唯一的乐团。

### 战后时代
1965年，美国国会规定海岸警卫队乐团为该单位唯一的军乐团，获得和美国其他军乐团同等地位。1976年和1981年，乐团曾计划迁往华盛顿特区，但康州当地百姓发起请愿，最终留下了乐团。
1975年，刘易斯·J·巴克利调任海岸警卫队乐团第五任指挥，在乐团服役直到2004年退休。巴克利以29年的指挥生涯成为美军历史上服役时间最长的军乐队指挥。

### 后冷战时代

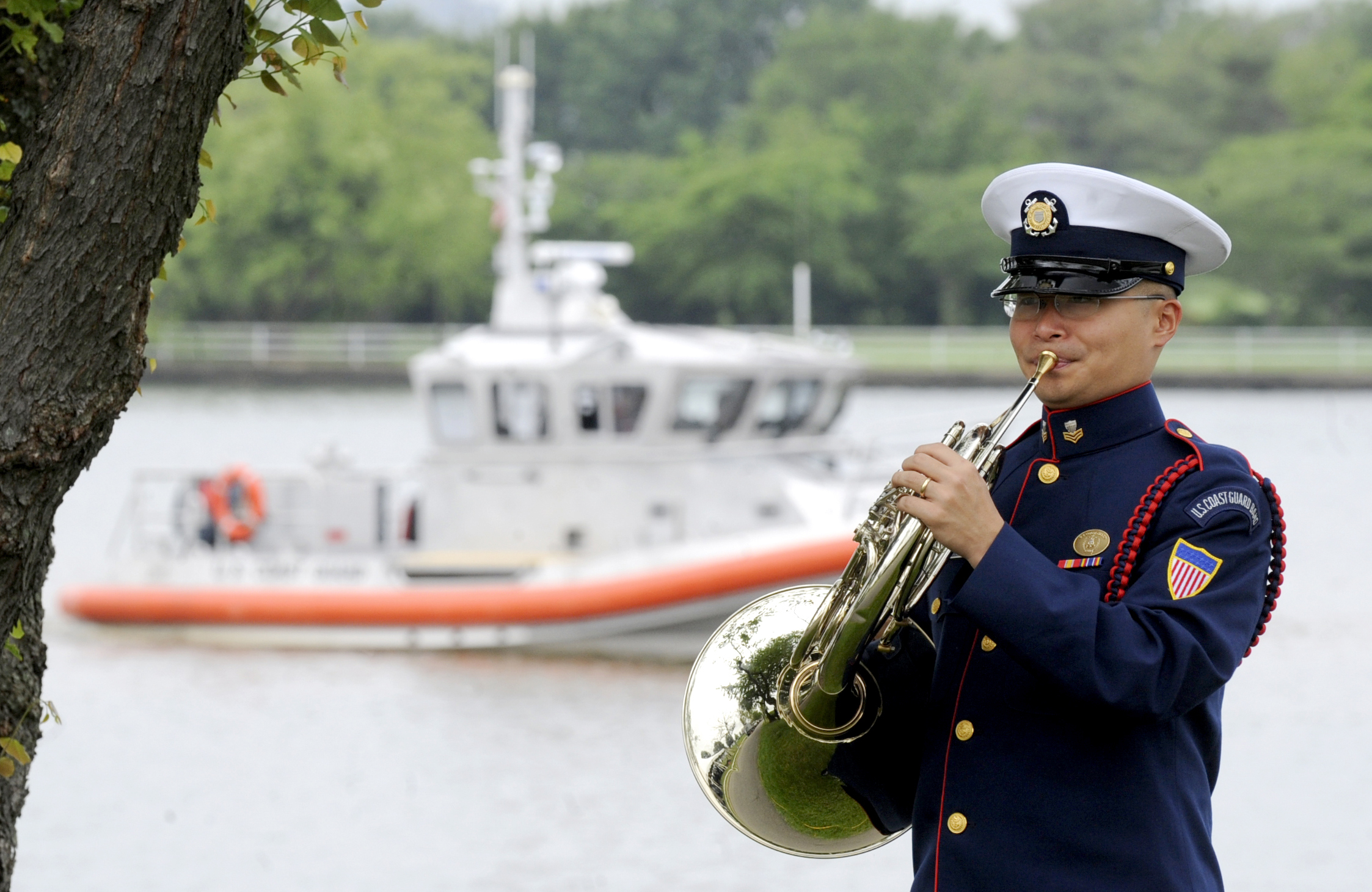
一名海岸警卫队成员正在演奏（2010年）。

1989年，海岸警卫队乐团首次以美军军乐团身份在苏联演出。2016年，该军乐团在好莱坞中国戏院于电影《怒海救援》首映式上演出。
2015年底，海岸警卫队再度研究变换军乐团驻地，新驻地仍是华盛顿特区。这一调动遭到康州联邦参议员理查德·布卢门撒尔的反对。

## 组织
海岸警卫队乐团下属多个室内乐表演单位，其中有木管五重奏、铜管五重奏和爵士乐队。根据海岸警卫队的资料，加入乐团的竞争十分激烈，很多新加入海岸警卫队的兵员甚至有茱莉亚学院、伊士曼音乐学院、新英格兰音乐学院等名校的学位。海岸警卫队乐团中有成员同时在哈特福德交响乐团和纽黑文交响乐团等乐团演出。
海岸警卫队乐团在海岸警卫队学院设有临时营舍，其中居住着54名演奏家、管理人员及歌手。该名歌手通常为女性。

## 制服与饰品

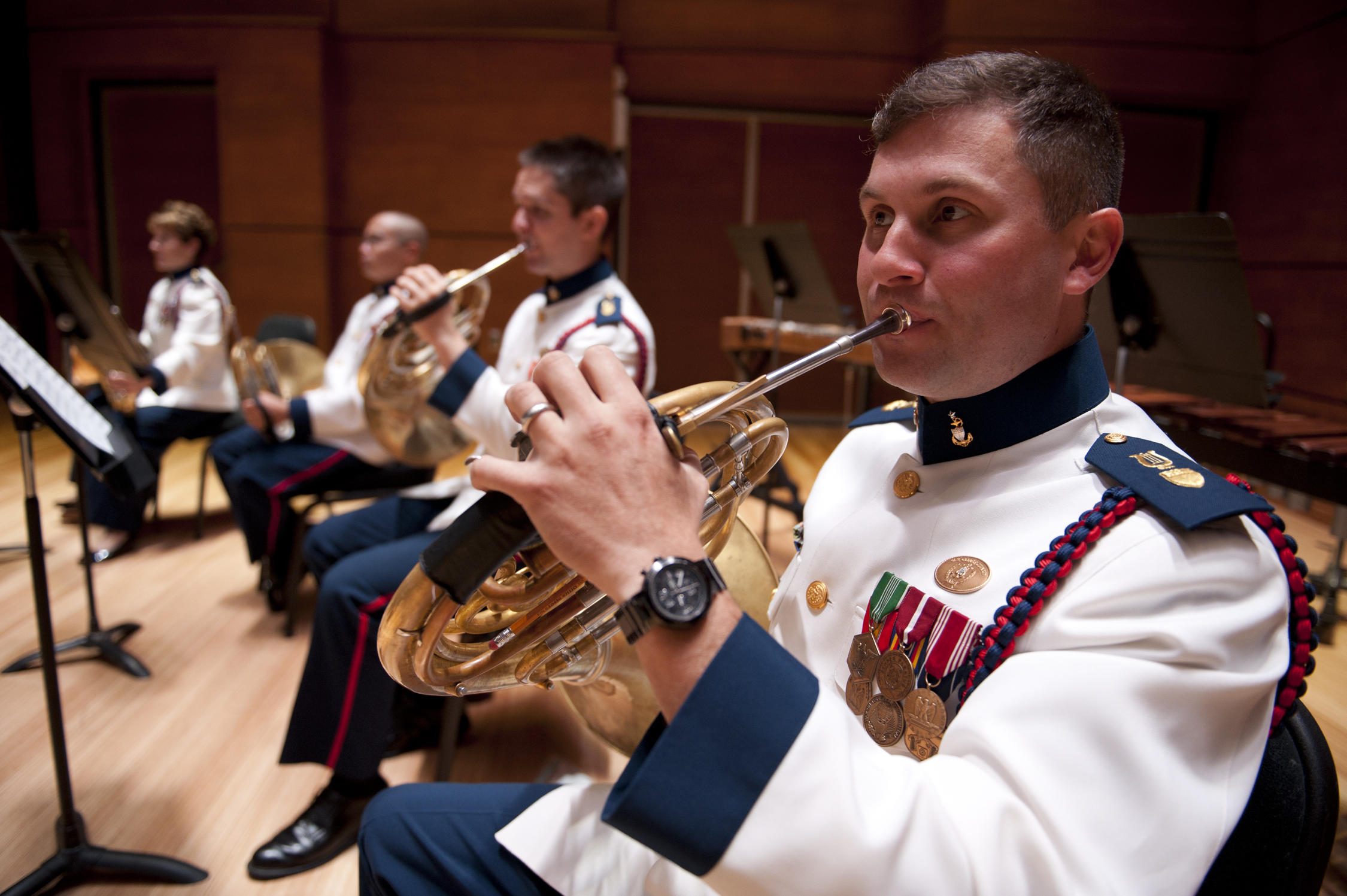
一名身着礼宾服的海岸警卫队乐团演奏家正在演奏圆号（摄于2011年10月）。

除了一般的海岸警卫队制服外，乐团成员另外得穿着有特殊衣领、肩章和饰绳的演出服。此外还有特殊设计的礼宾音乐会演出服。